# Welcome Oblivion
| Оценки критиков      | Оценки критиков |
| Источник             | Оценка          |
| -------------------- | --------------- |
| Allmusic             | [ 2 ]           |
| Consequence of Sound | [ 3 ]           |
| Los Angeles Times    | [ 4 ]           |
| Pitchfork            | (6.2/10)        |
| Toronto Star         | [ 6 ]           |

Welcome oblivion — дебютный полноформатный студийный альбом пост-индастриал группы How to Destroy Angels, изданный 5 марта 2013 года на лейбле Columbia Records.
Клип на песню «How Long?», созданный и срежиссированный арт-группой Shynola, был выпущен 31 января 2013 года. Альбом стал доступен для прослушивания 19 февраля.

## Список композиций[8]
| №                   | Название                      | Длительность |
| ------------------- | ----------------------------- | ------------ |
| 1.                  | «The wake-up»                 | 1:42         |
| 2.                  | «Keep it together»            | 4:27         |
| 3.                  | «And the sky began to scream» | 3:57         |
| 4.                  | «Welcome oblivion»            | 3:47         |
| 5.                  | «Ice age»                     | 6:52         |
| 6.                  | «On the wing»                 | 4:52         |
| 7.                  | «Too late, all gone»          | 6:15         |
| 8.                  | «How long?»                   | 3:53         |
| 9.                  | «Strings and attractors»      | 4:28         |
| 10.                 | «We fade away»                | 6:41         |
| 11.                 | «Recursive self-improvement»  | 6:28         |
| 12.                 | «The loop closes»             | 4:50         |
| 13.                 | «Hallowed ground»             | 7:19         |
| Общая длительность: | Общая длительность:           | 65:24        |

| №                   | Название               | Длительность |
| ------------------- | ---------------------- | ------------ |
| 14.                 | «The Space in Between» | 3:35         |
| 15.                 | «Parasite»             | 5:05         |
| 16.                 | «Fur-Lined»            | 4:00         |
| 17.                 | «BBB»                  | 3:31         |
| 18.                 | «The Believers»        | 5:36         |
| 19.                 | «A Drowning»           | 7:02         |
| Общая длительность: | Общая длительность:    | 1:34:11      |

| №   | Название                      | Длительность |
| --- | ----------------------------- | ------------ |
| 1.  | «The wake-up»                 | 1:42         |
| 2.  | «Keep it together»            | 4:31         |
| 3.  | «And the sky began to scream» | 3:57         |
| 4.  | «Ice age»                     | 6:52         |
| 5.  | «Welcome oblivion»            | 3:47         |
| 6.  | «On the wing»                 | 4:52         |
| 7.  | «Too late, all gone»          | 6:15         |
| 8.  | «The province of fear»        |              |
| 9.  | «How long?»                   | 3:53         |
| 10. | «Strings and attractors»      | 4:28         |
| 11. | «Recursive self-improvement»  | 6:28         |
| 12. | «Unintended consequences»     |              |
| 13. | «We fade away»                | 6:41         |
| 14. | «The loop closes»             | 4:50         |
| 15. | «Hallowed ground»             | 7:19         |

## Участники записи
| Написание, аранжировка, продюсирование, программирование, исполнение и упаковка - Трент Резнор - Мэрикуин Маандиг-Резнор - Аттикус Росс - Роб Шеридан Дополнительные музыканты - Алессандро Кортини — соавторство и исполнение («We fade away») | Остальной персонал - Алан Малдер — микширование - Том Бейкер — мастеринг - Блампи — запись - Дастин Мосли — звукоинженер - Джун Муракава — звукоинженер - Ребел Вальц — менеджмент - Марк Гейгера — букировка (WME) - Хитклиф Беру — реклама (Life or Death PR) - Уильям Харпер — бизнес-менеджмент - Майкл Уолш — бизнес-менеджмент |